# 環形電路
环形电路是一种电气线路技术，主要在香港和英国使用。它是为家庭和小型企业供电的低压网络的一部分。该结构由英国标准定义为BS 1363标准的一部分，并受到英国用插座的强烈影响。

## 歷史
环形电路和相关的BS 1363插头和插座系统是於1942-1947年间在英国开发的。它们通常在英国使用，而在爱尔兰共和国则较少使用。它们还出现在阿拉伯联合酋长国、新加坡、香港、北京、印度尼西亚以及受英国影响較大的许多地方，例如塞浦路斯和乌干达。

## 施工

环形电路的可能配置图。

对于每个回路，两股导线离开配电箱，并连接形成一个封闭的环。 各个墙上的插座（可能分布在多个房间中）与该插座相连，如右图所示。环内的短截线很常见，尤其是对于后续的扩展。